# Astor ala-roig
L'astor ala-roig (Erythrotriorchis buergersi) és un astor, ocell rapinyaire de la família dels accipítrids (Accipitridae). Habita als boscos de muntanya de la zona oriental de Nova Guinea. El seu estat de conservació es desconeix donat que la UICN considera que la disponibilitat de les dades existents són insuficients per a l'avaluació.